# Lom (Noruega)
Lom es un municipio en la provincia de Oppland, Noruega. Es parte de la región tradicional de Gudbrandsdal. El centro administrativo del municipio es el pueblo de Fossbergom.
El municipio de Lom fue establecido el 1 de enero de 1838. El territorio de Skjåk fue separado de Lom para convertirse en un municipio independiente en 1866.
Lom es famoso por su extensa historia, por tener una de las pocas Stavkirke que quedan en Noruega, y por quedar en el medio de las montañas más altas en el Norte de Europa.

## Historia
Una antigua ruta comercial pasaba desde Sunnmøre través de Lom y Skjåk y el valle de Gudbrandsdal hasta el Østlandet.transportaba pescado y sal hacia el interior, y grano en dirección a la costa.
La Saga de Olaf Haraldsson cuenta que f II el Santo|San Olaf]] comentó la primera vez que miró hacia la tierra de Lom: «¡Qué pena tener que arrasar un valle tan hermoso!». En vista de tales intenciones (desde entonces ha sido un debate recurrente si San Olaf se refería a Lom o Skjåk, el municipio vecino que entonces formaba parte de Lom) los residentes del valle llamaron St. Olaf-stuggu (la maldición de San Olaf), al edificio donde San Olaf se dice que pasó una noche en 1021. El edificio forma parte del Museo del Distrito de Presthaugen.
La Iglesia de madera de Lom, en el centro de Lom, se cree que fue construida en 1158, lo que hace de 2008 el 850 aniversario. Fue ampliada en 1634, con la adición de dos naves en 1667. Se cree que la iglesia estaba rodeada originalmente por un pasaje circular, al igual que muchas otras iglesias de madera noruegas, pero que este pasaje fue eliminado en las dos alas laterales que se han añadido. Pocas inscripciones rúnicas se pueden ver todavía en la iglesia. La iglesia también contiene numerosas pinturas de los siglos 17 y 18 con motivos religiosos. Muchas de las pinturas fueron realizadas por el artista local Eggert Munch, un pariente lejano de Edvard Munch. La iglesia también contiene numerosos ejemplos de madera local tallada, como se ve en las elaboradas volutas de acanto que adornan el púlpito. Figuras talladas del dragón en el tejado son antiguos símbolos de la protección contra el mal. Todavía está en uso como iglesia local.
La iglesia de madera de Garmo, construida alrededor de 1150, fue demolida y los materiales se trasladaron de Lom para ser reconstruida en el Museo Maihaugen de Lillehammer.
En la Segunda Guerra Mundial, durante la campaña de Noruega, el ejército noruego recluyó a los prisioneros alemanes en el Campo de prisioneros de guerra de Lom. Lom fue bombardeada dos veces por la Luftwaffe en abril de 1940.

## Geografía
Lom es la "puerta" a las montañas Jotunheimen y al parque nacional de Jotunheim. El municipio contiene los dos picos más altos en Noruega, Galdhøpiggen a 2469 metros (8100 pies) y 2464 metros en el Glittertind (8084 pies), que se encuentran dentro del parque.
Lom Limita al noroeste con el municipio de Skjåk, en el norte por Lesja, en el este y sureste con Vågå, en el sur por Vang, todo en el condado de Oppland. En el suroeste, está bordeada por municipio Luster en el condado de Sogn og Fjordane. El pueblo de Lom está situado en un valle a una altura de 382 metros (1253 pies) sobre el nivel del mar.